# عبدالحسین لاله

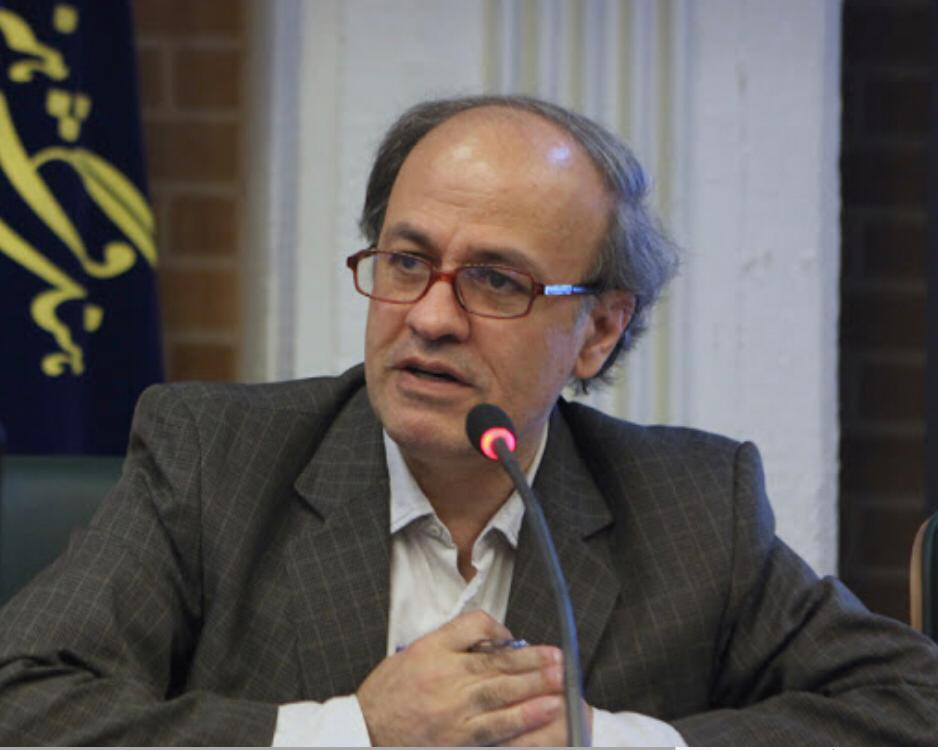

عبدالحسین لاله (زاده ۱ دی ۱۳۴۱ در تبریز)، هنرمند، پژوهشگر و مدرس دانشگاه است. در سال ۱۳۷۶ زمانی که کارشناس ارشد دبیرخانه شورای عالی انقلاب فرهنگی بود طرح تأسیس «فرهنگستان هنر» را تهیه و به شورای هنر ارائه کرد. او به همراه میرحسین موسوی، علی لاریجانی و محمدعلی کی نژاد از موسسین فرهنگستان هنر محسوب می شود. وی علاوه بر فعالیت‌های تولیدی، آموزشی و پژوهشی، مدیریت برخی از مراکز پژوهشی، آموزشی و تولیدی هنری را نیز بر عهده داشته‌است. وی عضو هیات علمی فرهنگستان هنر بوده و تا سال ۱۴۰۰ ریاست پژوهشکده هنر را بر عهده داشته است.

## تحصیلات
- کارشناسی (۱۳۷۱) ادبیات نمایشی از «دانشکده سینما و تئاتر»
- کارشناسی ارشد (۱۳۷۷) ادبیات نمایشی از دانشکده سینما و تئاتر
- دکترا PHD (۱۳۹۰) رادیو، تلویزیون و سینما از «دانشگاه آنکارا» (ترکیه)

## هیات تحریریه
- عضویت در هیات تحریریه فصلنامه علمی تخصصی جستارنامه فرهنگ و هنر اسلامی[۵]

## آثار هنری

### تئاتر
1. نویسنده و کارگردان نمایش «آلین یازی سی» به زبان ترکی آذری، با بازی «نادر برهانی مرند» (تبریز، تهران: سنگلج، «تالار هنر»، دانشکده سینما و تئاتر) – ۱۳۶۹
2. نویسنده و کارگردان نمایش «برش» - جشنواره دانشجویی و استانی تهران۱۳۷۰
3. نویسنده و کارگردان اولین نمایش موزیکال ایران: اپرت حیدربابایه سلام به زبان ترکی آذری و فارسی. اجرای عمومی به مدت هشت سال (از سال ۱۳۷۱ تا سال ۱۳۹۷) تبریز: تئاتر شهر، معلم و الف – تهران: «تالار وحدت»، «تئاتر شهر» و «فرهنگسرای بهمن» – جمهوری آذربایجان (باکو) سالن گنج لر و سومقاییت و جمهوری نخجوان.
4. نویسنده و کارگردان «شارل دوگل» به زبان فارسی و فرانسه: ۱۳۸۶ – تهران: «تالار مولوی» و دانشگاه شهید بهشتی، ۱۳۷۸
5. نویسنده و کارگردان «چاه مسموم و طریق مغموم» - ۱۳۹۷ تبریز تئاتر مستقل[۶]

### تلویزیون
1. نویسنده و کارگردان «تله تئاتر یونانیان» با بازی پرویز پورحسینی، کاظم هژیر آزاد، مارال فرجاد، جلیل فرجاد، سال ۱۳۸۲ – شبکه دو سیما
2. نویسنده و کارگردان فیلم «یکی بود یکی نبود» ۱۳۸۲ – شبکه دو سیما
3. نویسنده و کارگردان تله تئاتر «حیدربابایه سلام» با آهنگسازی ناصر کمالی و حسن انعامی، ۱۳۷۷ - شبکه جهانی سحر
4. پژوهشگر و کارگردان ۷ قسمت فیلم مستند «هنرهای اسلامی در ترکیه» ۱۳۸۵ شبکه ۴

### کتابشناسی
1. تبیین جایگاه داستان در ادبیات نمایشی (۱۳۷۸) – نشر تندیس
2. با مطربان شهر شعر (داستان بلند) – ۱۳۸۱- نشر تندیس
3. جهانی شدن و آسیای صغیر (به‌طور مشترک با فرزان سجودی) – ۱۳۸۹ انتشارات فرهنگستان هنر
4. یادداشت‌هایی در مورد سینمای ترکیه- نیلگون آبیسل، ترجمه عبدالحسین لاله، پژوهشکده هنر. ۱۳۹۹
5. ردپای ادبیات ایران در سینمای ایران (به زبان ترکی استانبولی)، دورت موسیم استانبول- ۲۰۱۵
6. معرفی منابع در ارتباط با سینمای ایران در جهان- جلد اول - جشنواره جهانی فیلم فجر – ۱۳۹۵[۷]
7. تخیل در عصر سینمای دیجیتال- فرهنگستان هنر – ۱۳۹۶[۸]
8. یادنامه جمشید مشایخی – گروهی – فرهنگستان هنر- ۱۳۹۸